# Xanthorrhoeaceae
Famille
Répartition géographique
Classification APG III (2009)
La famille des Xanthorrhoeaceae (Xanthorrhoéacées ou Xanthorrhœacées) regroupe des plantes monocotylédones.
Ce sont des arbustes, des plantes arborescentes ou des plantes presque acaules, pérennes, à feuillage persistant, aux organes souterrains rhizomateux ou tubéreux.

## Étymologie
Le nom vient du genre-type Xanthorrhoea donné en 1798 par le botaniste britannique James Edward Smith (1759-1828), qui vient du grec ancien ξανθος / xanthos (« blond, jaune, doré ») et ροεα / rhœa (« qui coule, s'écoule »), signifiant littéralement « coulée jaune », en référence à la résine jaune qui s'écoule de la plante.

## Classification
En classification classique de Cronquist (1981), cette famille est assignée à l'ordre des Liliales, dans la classe des Liliopsida. 
La classification phylogénétique APG (1998) assigne cette famille à l'ordre des Asparagales.
En classification phylogénétique APG II (2003), cette famille peut inclure, optionnellement, les plantes autrefois assignées aux familles des Hemerocallidaceae et des Asphodelaceae.
La classification phylogénétique APG III (2009) inclut dans cette famille les genres précédemment placés dans les familles des Asphodelaceae et des Hemerocallidaceae (les genres Hemerocallis, Phormium entre autres).
En classification phylogénétique APG IV (2016), la famille des Asphodelaceae se substitue à la famille des Xanthorrhoeaceae.

## Liste des genres
Selon World Checklist of Selected Plant Families (WCSP) (4 mai 2012) :
- Agrostocrinum F.Muell. (1860)
- Aloe L. (1753)
- Arnocrinum Endl. & Lehm. (1846)
- Asphodeline Rchb. (1830)
- Asphodelus L. (1753)
- Astroloba Uitewaal (1947)
- × Astroworthia G.D.Rowley (1967)
- Bulbine Wolf (1776)
- Bulbinella Kunth (1843)
- Caesia R.Br. (1810)
- Chortolirion A.Berger (1908)
- Corynotheca F.Muell. ex Benth. (1878)
- Dianella Lam. ex Juss. (1789)
- Eccremis Willd. ex Schult. & Schult.f. (1829)
- Eremurus M.Bieb. (1832)
- Gasteria Duval (1809)
- Geitonoplesium A.Cunn. ex R.Br. (1832)
- Haworthia Duval (1809)
- Hemerocallis L. (1753)
- Hensmania W.Fitzg. (1903)
- Herpolirion Hook.f. (1853)
- Hodgsoniola F.Muell. (1896)
- Jodrellia Baijnath (1978)
- Johnsonia R.Br. (1810)
- Kniphofia Moench (1794)
- Pasithea caerulea D.Don (1832)
- Phormium J.R.Forst. & G.Forst. (1775)
- Simethis Kunth (1843)
- Stawellia F.Muell. (1870)
- Stypandra R.Br. (1810)
- Thelionema R.J.F.Hend. (1985)
- Trachyandra Kunth (1843)
- Tricoryne R.Br. (1810)
- Xanthorrhoea Sm. (1798)

Selon NCBI (16 avr. 2010) :
- sous-famille Asphodeloideae (correspondant à l'ancienne famille Asphodelaceae)
  - Aloe
  - Asphodeline
  - Asphodelus
  - Astroloba
  - Astroworthia
  - Bulbine
  - Bulbinella
  - Chortolirion
  - Eremurus
  - Gasteria
  - Haworthia
  - Hesperaloe
  - Jodrellia
  - Kniphofia
  - Lomatophyllum
  - Poellnitzia
  - Trachyandra
- sous-famille Hemerocallidoideae (correspondant à l'ancienne famille Hemerocallidaceae)
  - Agrostocrinum
  - Arnocrinum
  - Caesia
  - Corynotheca
  - Dianella
  - Eccremis
  - Geitonoplesium
  - Hemerocallis
  - Hensmania
  - Herpolirion
  - Johnsonia
  - Pasithea caerulea
  - Phormium
  - Rhuacophila
  - Simethis
  - Stawellia
  - Stypandra
  - Thelionema
  - Tricoryne
- sous-famille Xanthorrhoeoideae
  - Xanthorrhoea

Selon Angiosperm Phylogeny Website (20 mai 2010) et DELTA Angio (16 avr. 2010) :
- Xanthorrhoea Smith